# Pestarella whitei
Pestarella whitei is een tienpotigensoort uit de familie van de Callianassidae. De wetenschappelijke naam van de soort is voor het eerst geldig gepubliceerd in 1999 door Sakai.